# Francis Veber
Francis Veber (* 28. července 1937 Neuilly-sur-Seine, Francie) je francouzský divadelník a filmař – herec, dramatik, scenárista, režisér a producent.

## Životopis
Pochází z umělecké rodiny, všichni jeho předkové byli spisovatelé a scenáristé, jeho otec Pierre-Gilles Veber byl scenárista, stejně tak jako jeho děd Pierre Veber, spisovatelem byl i jeho strýc Tristan Bernard.
Začínal jako novinář, v době své vojenské služby začal také psát pro francouzský armádní časopis. Po návratu z vojenské služby působil jako reportér pařížské pobočky Rádia Luxembourg. Scenáristické a dramatické činnosti se začal systematicky věnovat až v druhé půli 60. let. Nejprve se postupně etabloval jakožto uznávaný filmový scenárista (řadu scénářů napsal i pro americké hollywoodské filmy), později začal pracovat i jako filmový režisér.
Jeho režijním debutem se v roce 1976 stala hořká komedie Hračka s Pierrem Richardem v hlavní roli, s nímž posléze natočil ještě další úspěšné filmy, například Kopyto, Otec a otec, Uprchlíci. Dva nepříliš úspěšné filmy posléze natočil i v USA pro hollywoodské produkce, šlo o snímky Tři uprchlíci a Risk. Nicméně pravděpodobně vůbec nejúspěšnějším se nakonec stal snímek Blbec k večeři z roku 1998, který byl hned v šesti kategoriích nominován na Césara. Jde také o autora námětu k filmu Muž z Acapulca.

## Filmografie (výběr)

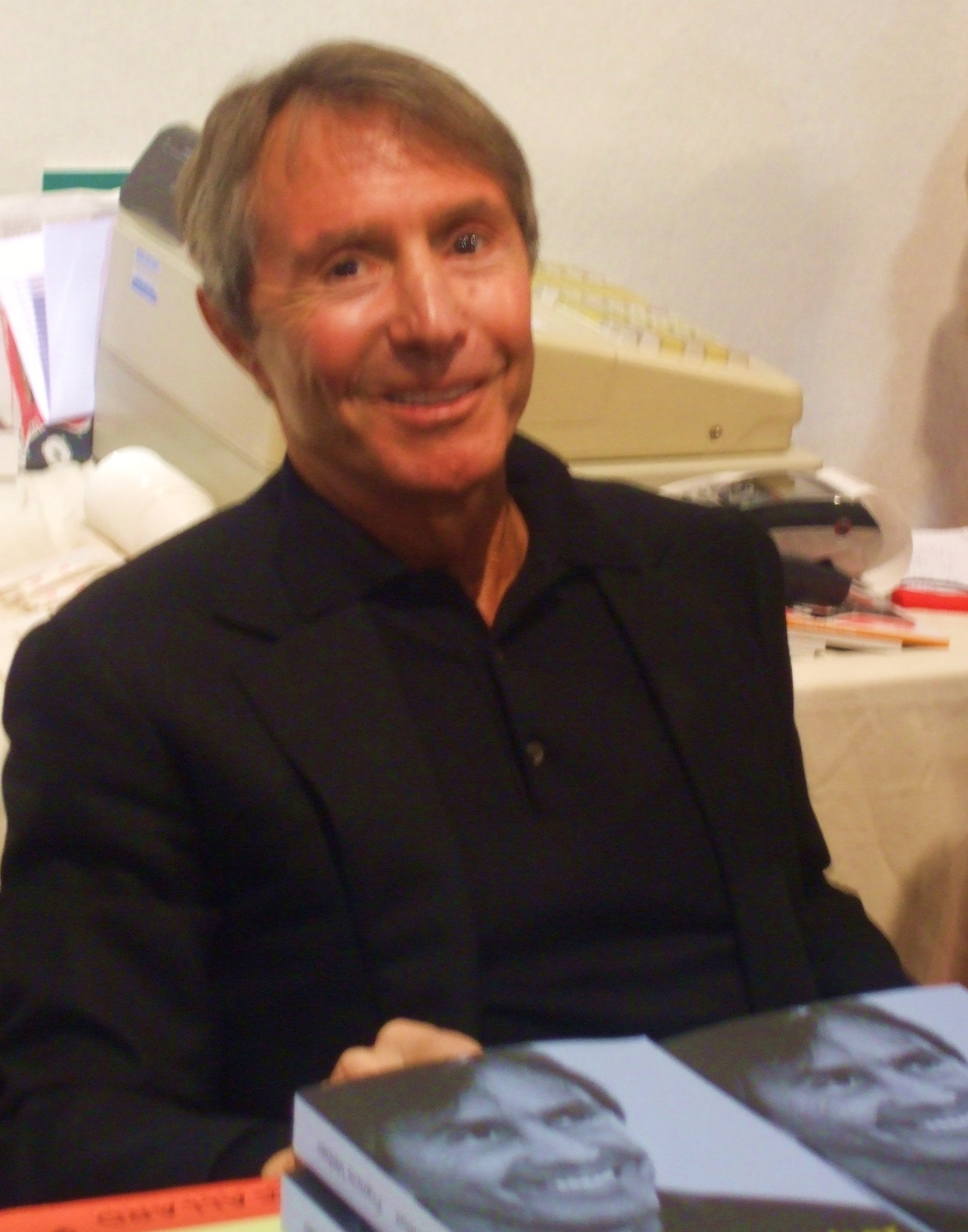
Francis Veber v roce 2010 na knižním veletrhu v Brive-la-Gaillarde

### Režie
- 2008 Osina v zadku
- 2006 Dablér
- 2003 Drž hubu!
- 2001 KOndoMEDIE
- 1998 Blbec k večeři (natočeno na motivy jeho stejnojmenné divadelní hry)
- 1996 Jaguár
- 1992 Risk (natočeno v USA)
- 1989 Tři uprchlíci (natočeno v USA – remake filmu Uprchlíci)
- 1986 Uprchlíci
- 1983 Otec a otec
- 1981 Kopyto
- 1976 Hračka

### Scénář
- 1969 Zavolej mi Matildo (Appelez-Moi Mathilde) (původní divadelní hra L'enlevement, česky Únos)
- 1972 Velký blondýn s černou botou
- 1974 Návrat velkého blondýna
- 1978 Klec bláznů (nominace na Oscara za nejlepší adaptovaný scénář)